# 셸리앤 프레이저프라이스
셸리앤 프레이저프라이스(영어: Shelly-Ann Fraser-Pryce, 1986년 12월 27일~)는 자메이카의 육상 선수로 주 종목은 단거리 달리기이다. 킹스턴에서 태어난 그녀는 2011년 세계 육상 선수권 대회 전까지 세계선수권대회와 올림픽 타이틀을 동시에 가진 2번째 여성 스프린터이다. 2008년 하계 올림픽에서는 10.78초의 기록으로 금메달을 기록했다.

## 2008년 하계 올림픽
고등학교 시절에 여러 육상 경연에서 자신의 학교를 대표하였고, 동료 아사파 포웰과 함께 올림픽을 위해 함께 훈련을 받은 프레이저는 올림픽 역사상 자메이카 여성 처음으로 100 m 종목을 우승한 선수가 되었다. 첫 예선에서 11.35초의 기록으로 두 번째 예선에 진출하고 나서, 11.06초로 향상시켜 1위로 들어왔다. 준결승전에서 프레이저는 케런 스튜어트와 무나 리를 제치고 11.00초의 기록으로 들어왔다.
결승전에서 자메이카의 선수들은 셰론 심슨과 케런 스튜어트가 2위로 들어오는 사진적 동점과 함께 톱3 자세로 마쳤다(양 선수는 은메달을 획득하였고, 동메달이 수여되지 않았다). 프레이저의 10.78초 기록은 개인적 전력이었고 다른 자메이카 동료 선수들보다도 0.20초 더 빠른 편이었다. 프레이저의 올림픽 기록은 멀린 오테이의 10.74초 기록에 이어 두 번째로 빠르기로 알려졌다.
셰리앤 브룩스, 에일린 베일리, 그리고 베로니카 캠벨브라운과 함께 프레이저는 400 m 계주의 일원으로 나갔다. 첫 예선에서 자메이카 팀은 러시아, 독일, 중국 팀의 앞으로 1위로 들어왔다. 자메이카 팀의 42.24초 기록은 16개의 참가국들 전체에 걸쳐 첫 기록이었다. 이 결과와 함께 자메이카 팀은 결승전에 나갈 수 있었고, 브룩스와 베일리를 심슨과 스튜어트로 재편하였다. 자메이카 팀은 배턴 교체에 실수를 한 이유로 완성하지 못하였다.

## 2009년 세계 육상 선수권 대회
프레이저는 2009년 6월 맞바람에 대항하여 10.88초의 세계 지도력 기록과 함께 자메이카 타이틀을 차지하였다. 이 일화는 그녀가 2009년 세계 육상 선수권 대회에 출전하는 데 최고로 만들었다. 그녀는 완전한 장점을 가지고 10.73초의 기록으로 우승하였으며, 그 기록은 종목의 역사상과 자메이카 국가 기록에서 4번째로 빠른 것으로 알려졌다.
그러고 나서 자메이카 400 m 계주 팀에서 두 번째 선수로 뛰었다. 에일린 베일리에게 성공적인 배턴 교체와 함께 바하마의 챈드라 스터럽, 독일의 안네 몰링거와 트리니다드 토바고의 켈리 앤 뱁티스트 같은 선수들을 재쳤다. 결국 자메이카 팀은 42.06초의 기록과 함께 우승하였다.

## 2010년
2010년 2월 22일 프레이저는 자메이카를 위한 첫 유니세프 국가 친선 대사로 임명되었다. 23일에는 그레이스 식품사와 사회 평화 사랑 기구의 비영리 목적과 함께 협력으로 평화를 위한 그레이스 친선 대사로 임명되었다. 5월 23일에 상하이에서 열린 국제 아마추어 육상 연맹에서 치통 치로료 위한 약 복용으로 인해 금지약물 양성 반응을 받으며 10월부터 6개월 동안 출전을 금지당하였다.

## 2012년 런던 올림픽
2012년 런던 올림픽에서 100 m 2연승을 하여 올림픽 역사상 100 m 타이틀을 2연패한 세 번째 여성 선수가 되었다. 200 m와 400 m 계주에서는 2위를 차지했다.

## 2013년 세계 육상 선수권 대회
모스크바에서 열린 2013년 세계 육상 선수권 대회에서 자신에게 세계 선두 기록으로 준 10.71초와 함께 100 m에서 우승했다. 200 m에서는 직전 대회 우승자인 자메이카 동료 베로니카 캠벨 브라운의 결석과 주요 경쟁자 앨리슨 펠릭스가 부상으로 기권하는 등 경쟁자들의 절반이 결승전에 서지 못한 가운데 프레이저-프라이스는 22.17초와 함께 우승을 거두었다. 400 m 계주에서는 41.29초의 선수권 신기록을 세우며 대회에서 3번째 금메달을 획득했다. 이 대회에서 프레이저-프라이스와 우사인 볼트는 같은 3종목을 우승하여 대회를 석권하였다.

## 2016년 리우 올림픽
2016년 리우데자네이루 올림픽에 3번째로 참가한 그녀는 10.86초와 함께 100 m 동메달을 획득했다. 금메달은 자메이카 동료인 일레인 톰슨이 10.71초의 기록을 세우며 차지했다.

## 2020년 도쿄 올림픽
코로나19로 1년 연기되어 2021년에 개최된 2020년 도쿄 올림픽 100 m 결승에서 프레이저-프라이스는 10.74초를 기록하며 2위를 차지했다. 이 경기에서 자메이카가 시상대를 휩쓸었으며, 일레인 톰프슨헤라가 10.61초라는 올림픽 신기록을 세우며 대회를 2연패했다. 도쿄 올림픽 100 m에서 네 번 연속으로 올림픽 메달을 획득함으로써 프레이저-프라이스는 모든 선수를 통틀어 올림픽 100 m에서 가장 많은 메달을 획득한 선수가 되었다. 또한 400 m 계주 결승에서 프레이저-프라이스가 속한 자메이카는 41.02초로 미국(41.45초)과 영국(41.88초)을 앞지르며 금메달을 획득했다.

## 2024년 파리 올림픽
2024년 2월에 프레이저-프라이스는 2024년 파리 올림픽 이후에 은퇴하겠다고 발표했다. 프레이저-프라이스는 100 m 준결승 직전 당한 햄스트링 부상으로 인해 본인이 참가한 마지막 올림픽의 100 m 준결승전에서 기권했다.

## 같이 보기
- 올림픽 자메이카 선수단
- 올림픽 다관왕 목록
- 올림픽 육상 여자 메달리스트 목록